# واين كارسون
واين كارسون (بالإنجليزية: Wayne Carson)‏ هو مغن مؤلف أمريكي، ولد في 31 مايو 1943 في دنفر في الولايات المتحدة، وتوفي في 20 يوليو 2015 في ناشفيل في الولايات المتحدة.

## وصلات خارجية
- واين كارسون على موقع IMDb (الإنجليزية)
- واين كارسون على موقع ميوزك برينز (الإنجليزية)
- واين كارسون على موقع أول ميوزيك (الإنجليزية)
- واين كارسون على موقع أول ميوزيك (الإنجليزية)
- واين كارسون على موقع ديسكوغز (الإنجليزية)
- واين كارسون على موقع ديسكوغز (الإنجليزية)
- واين كارسون على موقع ديسكوغز (الإنجليزية)